# Sede titolare di Leavenworth
La diocesi di Leavenworth (in latino:  Dioecesis Leavenworthiensis) è una sede titolare della Chiesa cattolica.

## Storia
Il vicariato apostolico del Territorio indiano a est delle Montagne Rocciose fu eretto il 19 luglio 1850, ricavandone il territorio dalla diocesi di New Orleans (oggi arcidiocesi). Il vicariato comprendeva il Kansas, il Nebraska, il Dakota del Nord e del Sud, il Colorado, il Wyoming e il Montana.
Il 6 gennaio 1857 cedette una porzione del suo territorio a vantaggio dell'erezione del vicariato apostolico del Nebraska (oggi arcidiocesi di Omaha) e contestualmente assunse il nome di vicariato apostolico del Kansas.
Il 22 maggio 1857 il vicariato apostolico fu elevato a diocesi e assunse il nome di diocesi di Leavenworth. La diocesi era suffraganea dell'arcidiocesi di Saint Louis.
Il 2 agosto 1887 cedette porzioni del suo territorio a vantaggio dell'erezione delle diocesi di Concordia (oggi diocesi di Salina) e di Wichita.
Il 1º luglio 1897 cedette un'altra porzione territoriale per l'ampliamento della diocesi di Concordia.
Il 10 maggio 1947 la sede vescovile fu traslata da Leavenworth a Kansas City e la diocesi assunse il nome di diocesi di Kansas City.
Dal 1995 Leavenworth è annoverata tra le sedi vescovili titolari della Chiesa cattolica; dal 5 febbraio 2018 il vescovo titolare è Joel Matthias Konzen, S.M., vescovo ausiliare di Atlanta.

## Cronotassi dei vescovi titolari
- Marion Francis Forst † (23 settembre 1995 - 2 giugno 2007 deceduto)
- Barry Christopher Knestout (18 novembre 2008 - 5 dicembre 2017 nominato vescovo di Richmond)
- Joel Matthias Konzen, S.M., dal 5 febbraio 2018